# Umberto Eco

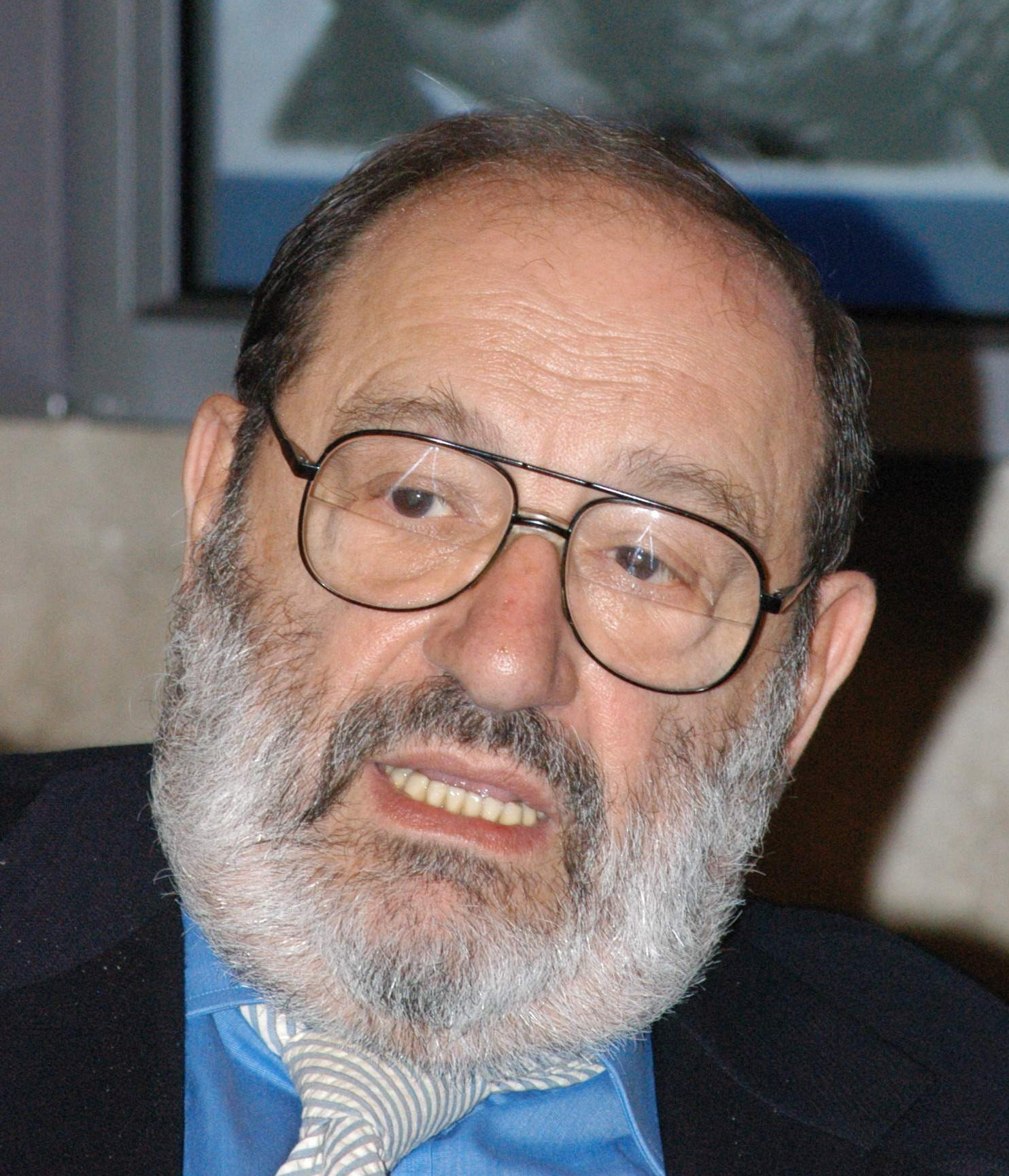
Eco in 2005

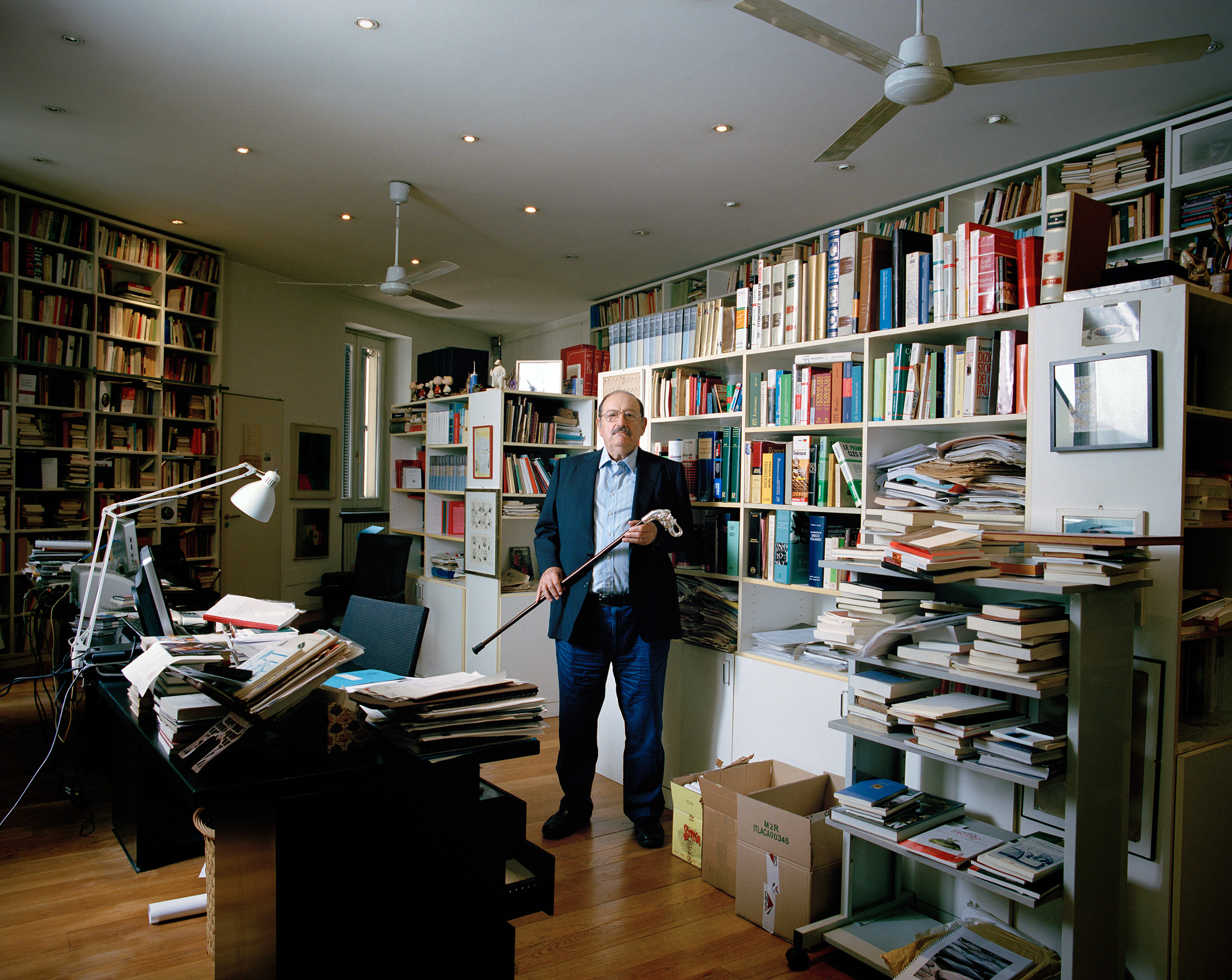
Umberto Eco gefotografeerd door Oliver Mark, Milaan 2011

Umberto Eco (Alessandria, 5 januari 1932 – Milaan, 19 februari 2016) was een Italiaanse schrijver en semioticus. Hij behoort tot de bekendste Italiaanse schrijvers van zijn tijd.

## Biografie
Eco werd geboren in het Noord-Italiaanse gewest Piëmont. Hij ontving salesiaans onderwijs en studeerde middeleeuwse filosofie aan de Universiteit van Turijn. Hij was tot 2008 hoogleraar in de semiotiek aan de Universiteit van Bologna. Eco werd katholiek opgevoed, maar brak later met de kerk. Hij omschrijft zichzelf als onconfessioneel religieus.
Als schrijver brak Eco in 1980 internationaal door met zijn roman Il Nome della Rosa (De naam van de roos), een spannende detectiveroman die zich in 1327 afspeelt in het kader van de strijd tussen het centrale gezag van de Rooms-Katholieke Kerk en verschillende stromingen daarin die met geweld werden onderdrukt. De historische achtergrond wordt uitgebreid geschetst. Het boek ademt het ritme van het kloosterleven en de hoofdstukken zijn ingedeeld naar de gebedstijden binnen de kloostermuren.
Een tweede roman, De slinger van Foucault, speelt zich af in het heden, maar gaat vooral over de erfenis van de tempeliers en de rozenkruisers, laat-middeleeuwse mystieke bewegingen.
Daarnaast zijn van Eco nog een aantal bundels met essays verschenen en vijf romans: Het eiland van de vorige dag (1995), Baudolino (2001), De mysterieuze vlam van koningin Loana (2005), De begraafplaats van Praag (2010), en Het nulnummer (2015). In 2001 schreef hij samen met de gepensioneerde aartsbisschop van Milaan, Carlo Maria Martini het boek Geloven of niet geloven: een confrontatie.
Eco stond tevens te boek als een autoriteit op het gebied van James Bond. Hij kreeg in 1998 de exclusieve Duitse onderscheiding "Pour le Mérite". Enkele jaren voordien, namelijk in 1985 ontving Eco reeds een eredoctoraat aan de KU Leuven. Eco was tevens schrijver van kinderboeken.
In 2012 ontving hij de Vrede van Nijmegen Penning. Eco overleed op 19 februari 2016 op 84-jarige leeftijd.

## Esperanto
Eco deed ook onderzoek naar het Esperanto: "Vroeger dacht ik dat een plantaal geen nut kon hebben. Toen ik het Esperanto wat nader ging bekijken, merkte ik echter dat ik mijn mening moest herzien."

## Beknopte bibliografie
Alleen het jaar van uitgave in Italië is vermeld.
Fictie
- Il nome della rosa, De naam van de roos, 1980
- Il pendolo di Foucault, De slinger van Foucault, 1988
- L'isola del giorno prima, Het eiland van de vorige dag, 1994
- Baudolino, Baudolino, 2000
- La misteriosa fiamma della regina Loana, De mysterieuze vlam van koningin Loana, 2004
- Il cimitero di Praga, De begraafplaats van Praag, 2010
- Numero zero, Het nulnummer, 2015

Non-fictie
- Come si fa una tesi di laurea, Hoe schrijf ik een scriptie, 1977
- A semiotic Landscape. Panorama sémiotique. Proceedings of the Ist Congress of the International Association for Semiotic Studies, 1979 (met Seymour Chatman en Jean-Marie Klinkenberg).
- De bibliotheca, De bibliotheek, 1981
- Sugli specchi e altri saggi, Wat spiegels betreft, 1985
- Il secondo diario minimo, Omgekeerde wereld. Kleine kroniek, 1993 (herdruk als Op reis met een zalm, 1995)
- La ricerca della lingua perfetta nella cultura, Europa en de volmaakte taal, 1993
- Sei passeggiate nei boschi narrativi (Six Walks in the Fictional Woods: Charles Eliot Norton Lectures, Harvard University, 1992-1993), Zes wandelingen door fictieve bossen, 1994
- In cosa crede chi non crede?, Als we niet geloven, wat geloven we dan? 1996, 1999
- Kant e l'ornitorinco, Kant en het vogelbekdier, 1997
- Sulla letteratura, Over literatuur, 2002
- Storia della Bellezza, De geschiedenis van de schoonheid, 2004
- Storia della Brutezza, De geschiedenis van de lelijkheid, 2007
- Vertigine della lista, De betovering van lijsten, 2009
- Confessions of a Young Novellist, Bekentenissen van een jonge romanschrijver, 2011
- Costruire il nemico e altri scritti occasionali, Het creëren van de vijand; gelegenheidsgeschriften, 2011
- Storia delle terre e dei luoghi leggendari, De geschiedenis van imaginaire landen en plaatsen (2013)
- Sulle spalle dei giganti, Op de schouders van reuzen, 2017